# Necazuri cu Harry
Necazuri cu Harry (în engleză The Trouble with Harry) este un film de comedie american din 1955 regizat de Alfred Hitchcock. Rolurile principale sunt interpretate de Edmund Gwenn, John Forsythe și Shirley MacLaine.

## Distribuție
- Edmund Gwenn: Capt. Albert Wiles
- John Forsythe: Sam Marlowe
- Shirley MacLaine: Jennifer Rogers
- Mildred Natwick: Miss Ivy Gravely
- Mildred Dunnock: Mrs. Wiggs
- Jerry Mathers: Arnie Rogers
- Royal Dano: Deputy Sheriff Calvin Wiggs
- Parker Fennelly: Millionaire
- Barry Macollum: Tramp
- Dwight Marfield: Dr. Greenbow
- Philip Truex: Harry Worp